# Skyddat trupptransportfordon

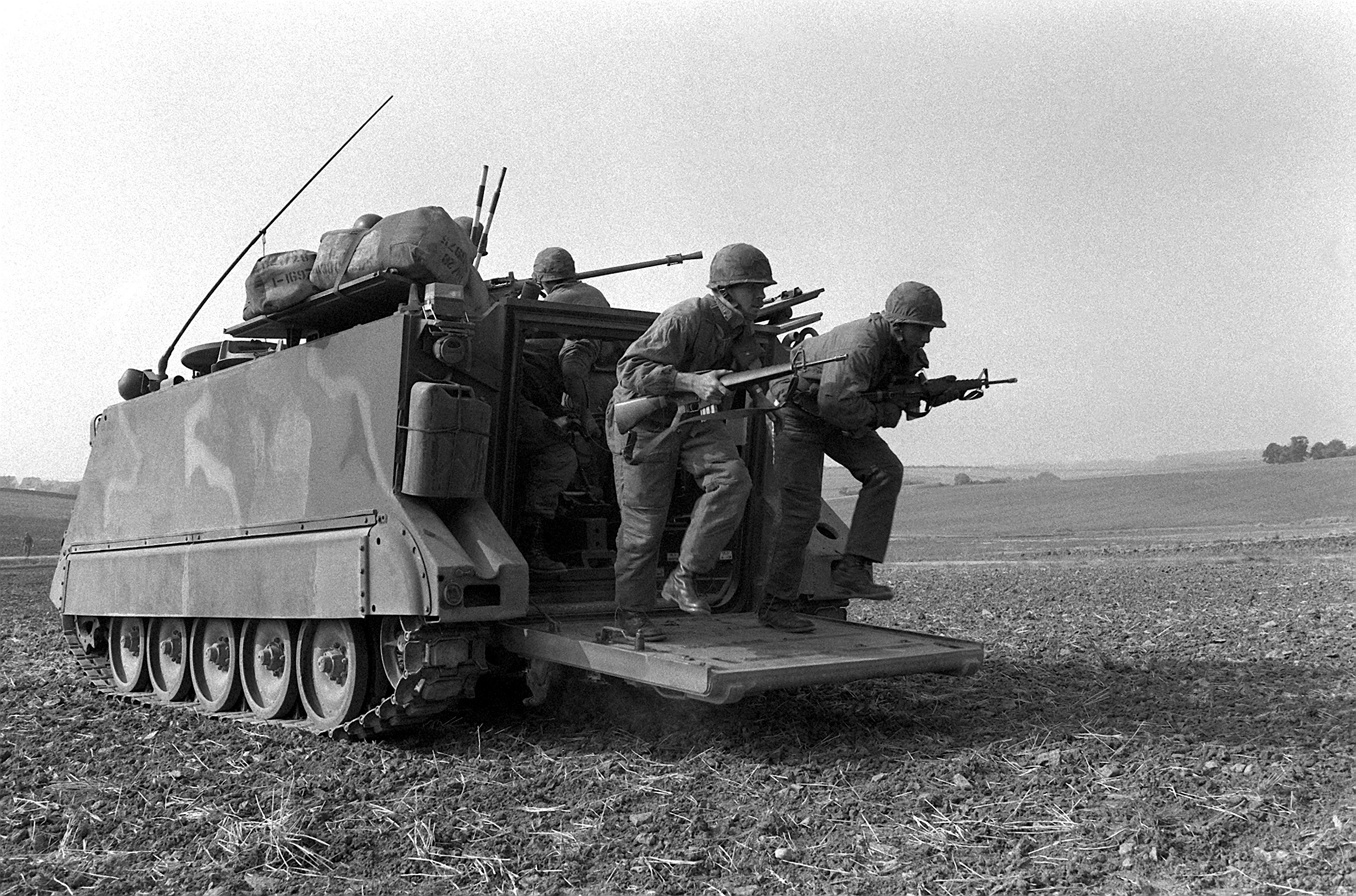
Ett M113 splitterskyddat trupptransportfordon.

Skyddat trupptransportfordon (engelska: Armoured Personnel Carrier, kort APC), stundom kallat transportgruppfordon, är skyddade, främst pansrade, militära transportfordon som är ämnade att transportera infanteri till och från strid under skydd. Vid beskrivning tilldelas de annat adjektiv än "skyddat" beroende på dess skyddsnivå, såsom splitterskyddat trupptransportfordon om de har enkelt skydd mot splitter och pansrat trupptransportfordon om de har skydd mot viss direkt eld, såsom finkalibriga vapen.
Gentemot pansarskyttefordon, vilka transporterar, samt understödjer trupp även under strid, ska splitterskyddade trupptransportfordon inte delta i strid själva, utan de ska enbart agera skyddad transport för infanteriet fram till eller från striden. De beskrivs därför ibland som taxibilar för slagfältet (engelska: battlefield taxis, "stridstaxis"). Splitterskyddade trupptransportfordon bär dock ofta självförsvarsbeväpning i form av kulsprutor och rökkastare, etc.
Splitterskyddade trupptransportfordon väger traditionellt runt 10 till 25 ton och har vanligen transportutrymme för 6 till 11 soldater eller 2 till 4 bårar vid sjuktransport. De är inte ovanligt att de är amfibiska eller har förmåga att simma med tillsatsutrustning. Truppslag som aktivt använder sådana fordon brukar kallas mekaniserat infanteri och kan tillhöra pansartrupper eller motoriserade förband, då främst med avseende på fordonens skyddsnivå (pansarskydd vs. splitterskydd).

## Sverige

### Benämning
I Sverige benämns majoriteten av splitterskyddade trupptransportfordon efter deras utformning och inte deras roll. Till exempel benämns de flesta splitterskyddade trupptransportfordonen som pansarbandvagn eller pansarterrängbil beroende på ifall de har hjul- eller banddrift, men även benämningen bandvagn ges till vissa splitterskyddade trupptransportfordon. Detta kan vara förvirrande eftersom dessa benämningar även tilldelas vissa pansarskyttefordon, särskilt pansarbandvagn.

### Skyddade trupptransportfordon i Sverige
| Bandgående - Bandvagn 308 - Bandvagn 309 - Bandvagn 410 - Pansarbandvagn 401 | Hjulgående - Pansarterrängbil 97 - Pansarterrängbil 180 - Pansarterrängbil 202 - Pansarterrängbil 203 - Pansarterrängbil 360 |

## Typexempel på splitterskyddade trupptransportfordon
- M113
- MT-LB
- Mowag Piranha
- Patria XA-360 AMV

### Webbkällor
- https://www.forsvarsmakten.se/siteassets/4-om-myndigheten/dokumentfiler/publikationer/soldf.pdf